# Asionini
Asionini è una tribù di uccelli della famiglia degli Strigidi.

## Tassonomia
Comprende 4 generi e 11 specie:
- Asio Brisson, 1760
  - Asio stygius (Wagler, 1832) - gufo dello Stige
  - Asio otus (Linnaeus, 1758) - gufo comune
  - Asio abyssinicus (Guérin-Méneville, 1843) - gufo dell'Abissinia
  - Asio madagascariensis (A.Smith, 1834) - gufo del Madagascar
  - Asio flammeus (Pontoppidan, 1763) - gufo di palude
  - Asio capensis (A.Smith, 1834) - gufo di palude africano

- Nesasio J.L.Peters, , 1937
  - Nesasio solomonensis (Hartert, 1901) - gufo delle isole Salomone

- Pseudoscops Kaup, 1848
  - Pseudoscops grammicus (Gosse, 1847) - gufo della Giamaica
  - Pseudoscops clamator (Vieillot, 1808) - gufo striato
- Otus
- Ptilopsis Kaup, 1848
  - Ptilopsis leucotis (Temminck, 1820)  - assiolo facciabianca settentrionale
  - Ptilopsis granti (Kollibay, 1910) - assiolo facciabianca meridionale